# Bloodlust
Bloodlust è il sesto album in studio del gruppo heavy metal statunitense Body Count, pubblicato nel 2017.

## Tracce
1. Civil War (featuring Dave Mustaine) – 4:23
2. The Ski Mask Way – 3:36
3. This Is Why We Ride – 5:26
4. All Love Is Lost (featuring Max Cavalera) – 3:36
5. Raining In Blood / Postmortem 2017 (Slayer cover) – 4:31
6. God, Please Believe Me – 1:23
7. Walk With Me... (featuring Randy Blythe) – 3:07
8. Here I Go Again – 3:32
9. No Lives Matter – 4:23
10. Bloodlust – 3:34
11. Black Hoodie – 3:29